# Fernando de Toledo Oropesa
Fernando de Toledo Oropesa (* 1520 in Spanien; † 1590 in Oropesa) war ein Kardinal der Römischen Kirche.

## Leben
Er stammte aus der hochadeligen spanischen Familie der Grafen von Oropesa. Seine Eltern waren Luis de Toledo y Pacheco und Inés Herzogin Estrada, ein Verwandter war der Kardinal Juan Álvarez de Toledo.
Fernando de Toledo studierte an der Universität Salamanca und freundet sich mit Juan de Ribera, dem späteren Erzbischof von Valencia an. Nach dem Empfang der Priesterweihe lehnte er sämtliche Ehrungen und Pfründen ab, die ihm zugedacht waren, und widmete sich ausschließlich der Predigt, dem Hören der Beichte sowie der Seelsorge. König Philipp II. von Spanien schlug ihn dem Papst zur Kardinalswürde vor.
Am 21. Februar 1578 zum Kardinal kreiert, wurde er am 21. Juni 1578 in den Rang eines Kardinalpriesters erhoben, ohne jedoch eine Titelkirche zu erhalten. Er verzichtete jedoch auf sein Kardinalat, was in Rom große Verwunderung auslöste. Am 4. Juli 1578 akzeptierte Papst Gregor XIII. die Entscheidung und nahm die Kardinalserhebung zurück. Zugleich beschwerte der Papst sich beim spanischen König, dass jener eine Person vorgeschlagen hatte, die nicht geneigt war, die ihr angebotene Würde anzunehmen. Der König erwiderte, er habe sich nicht vorstellen können, dass einer seiner Untertanen, möge er noch so fromm und edelmütig sein, eine Würde zurückweisen könnte, die viele andere, auch hochstehende Persönlichkeiten, so heiß begehrten.